# Paul Seibert
Paul Seibert (* 18. Februar 1921 in Dorsten; † 14. Juni 1997) war ein deutscher Forstwissenschaftler, Vegetationskundler und Hochschulprofessor.

## Kriegsdienst und Studium
Nach dem Abitur im Jahre 1939 war Seibert Soldat in einem Infanterie-Regiment, das in Holland, Norwegen und Russland eingesetzt war. Nach seiner Verwundung in Russland nahm er im Lazarett das Studium der Forstwissenschaften an der Forstlichen Abteilung der Albert-Ludwigs-Universität Freiburg auf, wo er nach dem Krieg weiter studierte und 1947 die Prüfung als Forstwirt ablegte. Anschließend schrieb er eine Dissertation zum Thema Die Douglasie im Stadtwald Freiburg, mit der er bei Eduard Zentgraf promoviert wurde. Nach dem Forstreferendariat, das er unter anderem in Salem ableistete, wurde er 1950 zum Forstassessor ernannt.

## Praktische Tätigkeit
1950 erhielt er eine Anstellung als wissenschaftlicher Assistent an der Bundesanstalt für Vegetationskartierung in Stolzenau, wo er sich unter der Anleitung von Reinhold Tüxen intensiv mit der Vegetationskartierung in Wäldern verschiedener Regionen der Bundesrepublik Deutschland beschäftigte.
1954 wurde Seibert Mitarbeiter der Bayerischen Wasserwirtschaftsverwaltung, wo er sich der „angewandten Pflanzensoziologie“ widmete, indem er landschaftspflegerische und landschaftstechnische Eingriffe bei Planung und Durchführung beurteilte und damit die Grundlagen für einen naturnahen Wasserbau erarbeitete. Schwerpunkte seiner Tätigkeit waren unter anderem naturnahe Ufersicherung und Gewässerregulierungen sowie Ingenieurbiologie. Seine Arbeit beschränkte sich dabei nicht nur auf die Praxis. Seibert dokumentierte seine Kartierungen und seine daraus gezogenen Erkenntnisse. Beispielhaft für seine Veröffentlichungen aus dieser Zeit seien folgende Arbeiten genannt:
- „Die Pflanzengesellschaften im Naturschutzgebiet 'Pupplinger Au'“ (1958)
- „Die Auenvegetation an der Isar nördlich München und ihre Beeinflussung durch den Menschen“ (1962)
- „Die Vegetationskarte als Hilfsmittel zur Kartierung rutschgefährdeter Hänge“ (1969)

Wegweisend war die von Seibert 1968 herausgegebene „Übersichtskarte der natürlichen Vegetationsgebiete von Bayern 1:500.000“. Mit diesem Werk wurde erstmals eine Karte vorgelegt, in der für die land- und forstwirtschaftliche Produktion relevanten Umweltfaktoren auf der Basis von Vegetationseinheiten ersichtlich sind.
Seibert legte die Arbeit zur „Auenvegetation an der Isar“ an der Biologischen Fakultät der Universität München als Habilitationsschrift vor und begann 1963 seine Vorlesungen in Vegetationskunde und Geobotanik als Privatdozent am Institut für Systematische Botanik der Uni München.

## Forschung und Lehre
1969 erhielt Seibert einen Ruf als Professor für Vegetationskunde und Landschaftspflege an der Forstwissenschaftlichen Fakultät der Ludwigs-Maximilian-Universität München, wobei er seine Lehr- und Forschungstätigkeit über die Vegetationskunde hinaus auf die Fachgebiete Landschaftspflege, Landschaftsplanung und Ingenieurbiologie ausweitete. Mit der Professur von Paul Seibert war das Lehr- und Forschungsgebiet der Vegetationskunde erstmals an der Universität München institutionalisiert worden.

### Bayern und Süddeutschland
An der Universität knüpfte Seibert an seine vorherigen Tätigkeit, die Erforschung der bayerischen Vegetation, insbesondere der Waldgesellschaften an. So wurde er damit beauftragt, für die geplante Ausweisung von Naturwaldreservaten in Bayern geeignete Flächen auszusuchen, vegetationskundlich zu erfassen und die Grundlage für künftige Untersuchungen in diesen Gebieten zu schaffen. Auf der Grundlage der Ergebnisse Seiberts hat die bayerische Staatsforstverwaltung insgesamt 135 Waldflächen unter besonderen Schutz gestellt.
Grundlegend war auch die Kartierung der realen Vegetation im Nationalpark Bayerischer Wald, die unter der Leitung von Seibert vor allem von Rainer Petermann durchgeführt wurde. Mit Hilfe der Vegetationsaufnahmen und der Kartierung war es möglich, zusätzlich wertvolle Erkenntnisse über den floristischen Artenbestand des Nationalparks zu gewinnen. Ein Ergebnis der Arbeiten war eine Liste aller bis 1973 gefundenen Pflanzen und Pflanzengesellschaften im Gebiet, zudem konnte für die Nationalparkverwaltung ein Herbar mit über 350 Arten höherer Pflanzen sowie mit den verbreitetsten Moosen zusammengestellt werden.
Von weitreichender Bedeutung war auch Seiberts Anteil am MAB 6-Projekt „Der Einfluss des Menschen auf Hochgebirgsökosysteme“, das im Rahmen des UNESCO-Programms „Man and the Biosphere“ (MAB) durchgeführt wurde und für das um 1978 mit dem Alpen- und Nationalparkgebietes Berchtesgaden ein erster Gebietsvorschlag zu bearbeiten war. Seibert legte dazu 1979 eine „Durchführbarkeitsstudie“ für das MAB 6-Projekt „Der Einfluss des Menschen auf Hochgebirgsökosysteme“ vor. Inhalt der Studie war die Erarbeitung eines umfassenden langfristigen Forschungskonzeptes, das eine Integration der Forschungsaufgaben Berchtesgadens und die speziellen Forschungsschwerpunkte der Nationalparkverwaltung im MAB-6 Programm ermöglichte. Weiterhin sollte, unter Berücksichtigung laufender und im Abschluss befindlicher Forschungsvorhaben, ein Arbeitsplan für multidisziplinäre Forschung einschließlich einer Synthese erarbeitet werden. Seibert war in der Folge mehrere Jahre Mitglied im Nationalkomitee für das UNESCO-Programm „Man and the Biosphere“ und war Koordinator des MAB-6 Projektes „Der Einfluss des Menschen auf Hochgebirgsökosysteme“.
Für die 2. Auflage der von Erich Oberdorfer begründeten und herausgegebenen „Süddeutschen Pflanzengesellschaften“ hat Seibert die Bearbeitung der „Vaccinio-Piceetea“, der „Erico-Pinetea“, der „Salicetea purpureae“ sowie des Verbandes „Alno-Padion“ übernommen.

### Südamerika
Während seiner Tätigkeit an der Universität waren Vegetationskunde und Landschaftspflege in Bayern Seiberts Hauptarbeitsgebiete, die er durch Forschungen in Südamerika erweiterte. Anstoß dazu waren, dass man Seibert kurz nach seiner Berufung als Professor den Nachlass von Kurt Hueck anvertraute, sowie die Einladung der argentinischen Forschungsgemeinschaft nach Lateinamerika. Damit war Seibert die Möglichkeit geboten, seine Untersuchungen auf den amerikanischen Subkontinent auszudehnen. So bekam Seibert von 1969 bis 1989 die Möglichkeit, den Subkontinent auf Forschungsreisen von Venezuela im Norden bis nach Feuerland im Süden und vom Atlantischen bis zum Pazifischen Ozean und von den Küsten bis in Höhen über 5000 m zu erkunden.
Seine Südamerika-Forschungen führte bereits 1972 zur Veröffentlichung einer „Vegetationskarte von Südamerika“, die auf einem Kartenentwurf von Hueck beruhte, der 1965 verstorben war und die einen Überblick über das Naturpotential Südamerikas gibt. Die Karte fand sich als Bleistift-Entwurf im Nachlass von Hueck und war als Ergänzung zu seinem nach seinem Tod erschienenen Buch „Die Wälder Südamerikas“ gedacht.
Ab 1974 waren die Erforschung von Vegetation und Landschaft des Wohngebiets der Kallawaya-Indianer ein weiterer Forschungsschwerpunkt von Seibert, mit dem er das interdisziplinäre Forschungsvorhaben der Deutschen Forschungsgemeinschaft „Einfluß des Menschen auf Hochgebirgsökosysteme im Wohngebiet der Kallawaya, Bolivianische Anden“ begründete und über viele Jahre zusammen mit dem Bonner Geographen Wilhelm Lauer koordinierte.
Im Jahr 1982 gab Seibert die „Carta de Vegetación de la región de El Bolsón“ heraus, in der die Vegetationsverhältnisse der Südkordilleren um die Stadt „El Bolsón“ in der Provinz Río Negro im argentinischen Departament von Bariloche dargestellt wird. Diese Karte dient noch heute als Grundlage zahlreicher ökologischer Untersuchungen in Argentinien.
Mit der pflanzensoziologischen Vegetationskartierung nach der Braun-Blanquet-Methode trug Seibert wesentlich zum Projekt „Transecta Botánica de la Patagonia Austral“ bei. Das umfassende Kartenwerk, das von Osvaldo Boelcke (1920–1990), David Moresby Moore (* 1933) und Fidel Antonio Roig (* 1922) herausgegeben wurde, besteht aus den von Seibert bearbeiteten Vegetationskarten im Maßstab 1:250.000 sowie aus Karten zur Geologie, zu den Niederschlagsverhältnissen und zur Geomorphologie jeweils im Maßstab 1:1.000.000. Zu erwähnen ist auch die Mitarbeit Seiberts an einer Vegetationskarte des Chaco.
Weitere Aktivitäten in Südamerika bestanden in Forschungsreisen, so unter anderem von Belo Horizonte durch das Becken des Rio São Francisco nach Recife, der Hauptstadt des Bundesstaates Pernambuco in Nordost-Brasilien. Seibert machte Untersuchungen in den Savannen von Humaitá, einem Gebiet in ehemaligen Flussbetten, mit unfruchtbaren wasserdurchlässigen Latisol-Böden, auf denen nur an die Trockenheit angepasste, von Gräsern dominierte Pflanzengesellschaften wachsen können. Zudem erkundete er die Vegetation im Gebiet des Vulkans Antillanca im zentralchilenischen Teil der Anden.

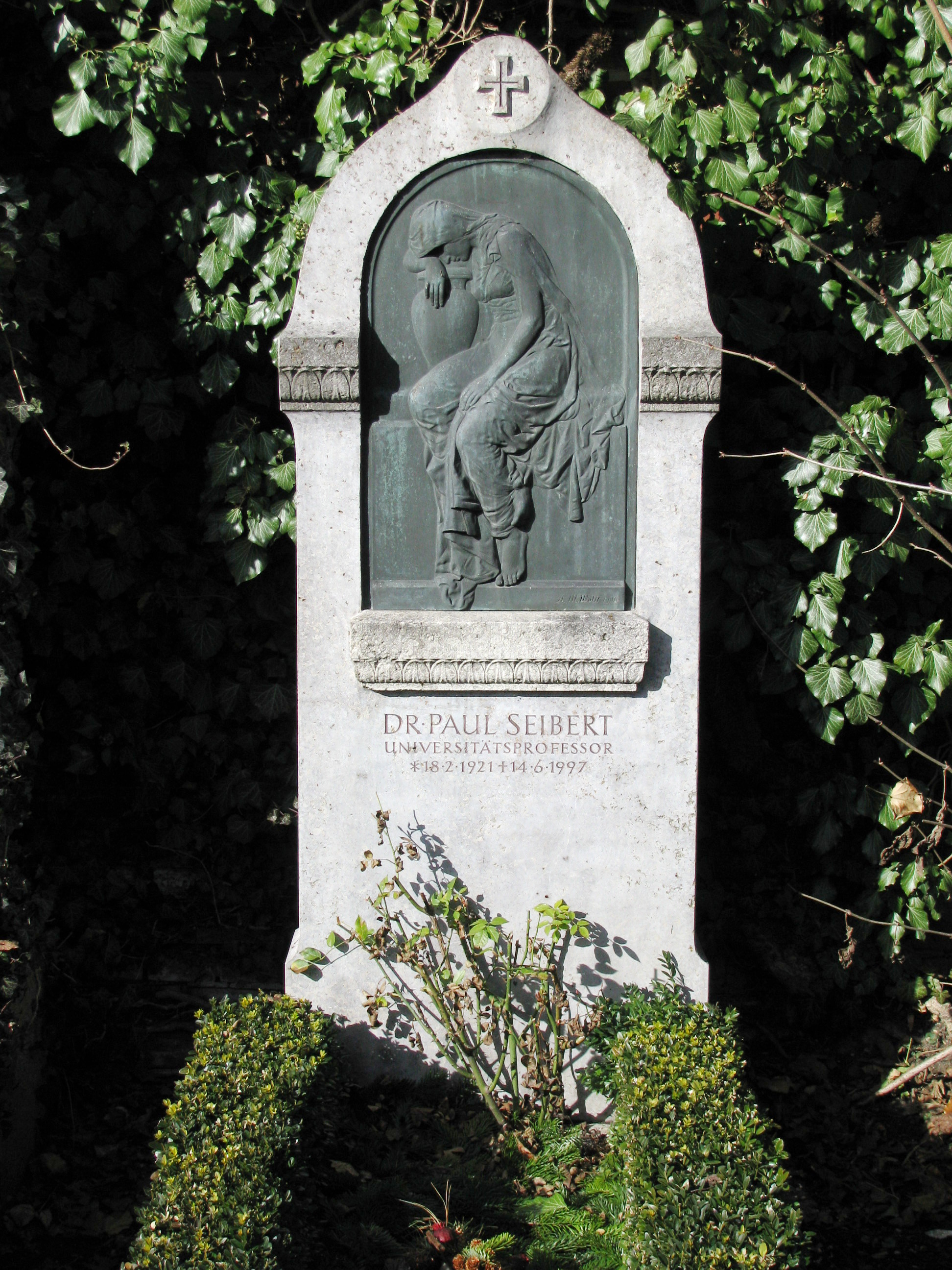
Garb von Paul Seibert auf dem Münchner Nordfriedhof

Zur Geländearbeit in Südamerika kamen auch Zeiten der Vortragstätigkeit, von denen die Seminare von Campos do Jordão bemerkenswert sind. Der Ort ist die höchstgelegenen Stadt Brasiliens, die wegen der im Schweizer Stil erbauten Fachwerkhäuser bekannt ist.
Die Zusammenschau seiner Forschungsergebnisse in Südamerika fanden ihren Niederschlag in seiner letzten Publikation, dem „Farbatlas Südamerika. Landschaft und Vegetation“, der 1996, ein Jahr vor seinem Tod erschien.
Paul Seibert wurde 1987 emeritiert. Sein Nachfolger an der Universität München ist Anton Fischer.

## Funktionen und Mitgliedschaften
- Mitglied im Beirat für Naturschutz und Landschaftspflege des Bundesministeriums für Ernährung, Landwirtschaft und Forsten
- Mitglied im Naturschutzbeirat am Bayerischen Staatsministerium für Landesentwicklung und Umweltfragen
- Mitglied im Nationalkomitee für das UNESCO-Programm „Man and Biosphere“
- Vorsitzender der Bayerischen Botanischen Gesellschaft
- Ehrenmitglied der Floristisch-soziologischen Arbeitsgemeinschaft
- Gründungsmitglied und in den ersten Jahren Co-Vorsitzender der Deutschen Gesellschaft für Tropenökologie e.V.